# Дейр-аль-Бухт
Дейр-аль-Бухт (англ. Deir al-Bukht, араб. دير البخت) — поселення в Сирії, що складає невеличку друзьку общину в нохії Габагіб, яка входить до складу мінтаки Ес-Санамейн в південній сирійській мухафазі Дара.